# Mika Kikuchi
Kikuchi Mika (菊地 美香, Mika Kikuchi) Nasceu dia 16 de Dezembro de 1983, em Misato, Japão é uma atriz japonesa.

## Trabalhos

### Filmes
| Ano  | Título original                                            | Título em português | Papel             | Observações |
| 2001 | Jisatsu Sakuru                                             |                     | Sakura Kuroda     |             |
| 2003 | Battle Royale II: Requiem                                  |                     | Ayane Yagi        |             |
| 2004 | Tokusou Sentai Dekaranger THE MOVIE: Full Blast Action     |                     | Umeko / Deka Pink |             |
| 2005 | Tokusou Sentai Dekaranger vs Abaranger                     |                     | Umeko / Deka Pink |             |
| 2006 | Mahou Sentai Magiranger vs Dekaranger                      |                     | Umeko / Deka Pink |             |
| 2006 | Chou Ninja Tai Inazuma                                     |                     | Jun Terada        |             |
| 2008 | Engine Sentai Go-onger: Boom Boom! Bang Bang! GekijōBang!! |                     | Tsukinowa         |             |
| 2011 | Gokaiger Goseiger Super Sentai 199 Hero Great Battle       |                     | Umeko / Deka Pink |             |

### Tokusatsu
| Ano  | Título original          | Título em português                | Papel          | Observações  |  |
| 2003 | xxxHolic                 |                                    | Mokona Modoki  |              |  |
| 2003 | Tsubasa Chronicle        |                                    | Mokona Modoki  |              |  |
| 2003 | Capeta                   |                                    | Monami Suzuki  |              |  |
| 2005 | Mai Otome                |                                    | Arika Yumemiya |              |  |
| 2006 | Pokémon: Battle Frontier | Pokémon: Batalha da Fronteira (BR) | Shiromi        | 9º Temporada |  |
| 2008 | Sora wo Kakeru Shoujo    |                                    | Bougainvillea  |              |  |
| 2009 | Katekyo Hitman Reborn    |                                    | Bluebell       |              |  |

| Ano  | Título original           | Título em português | Papel             | Observações |
| 2004 | Tokusou Sentai Dekaranger |                     | Umeko / Deka Pink |             |
| 2006 | Kamen Rider Kabuto        |                     | Yuki Tamai        | ep3         |

### Dublagem
| Ano  | Título original      | Título em português | Papel                                | Observações |
| 2011 | Power Rangers S.P.D. |                     | Sydney "Syd" Andrews/SPD Pink Ranger |             |